# Seznam funkcionalistických staveb v Praze

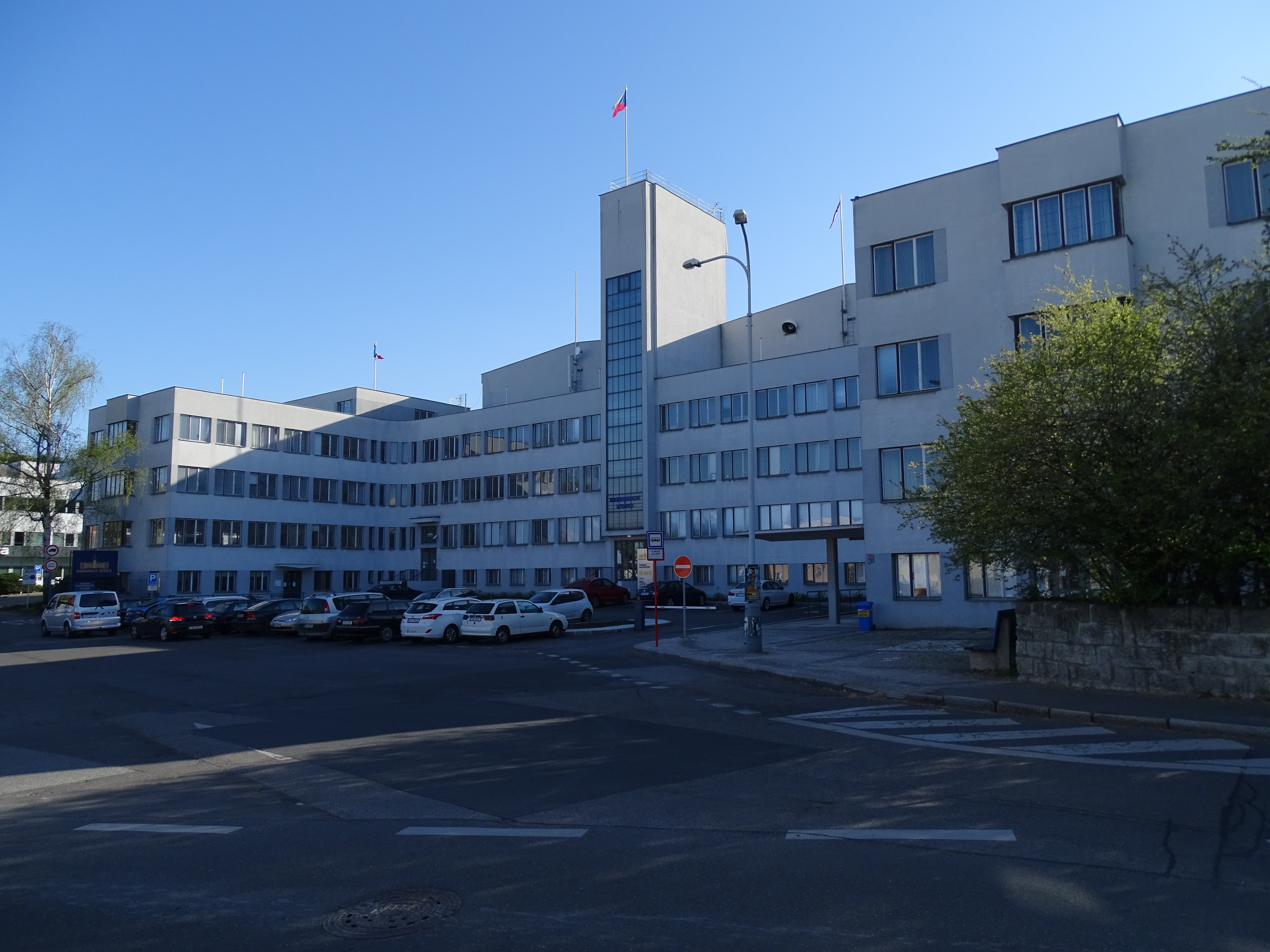
Hlavní budova Barrandov Studio

Seznam funkcionalistických staveb v Praze představuje výčet architektonicky významných staveb funkcionalismu na území hlavního města Prahy.
Jedním z hlavních uměleckých center, kde se toto nové pojetí architektury rozvíjelo, byla od počátku Praha. Funkcionalismus zde nebyl jen pasivně přijímán, ale byl tu prakticky i teoreticky rozvíjen. Díky talentu a nadšení celé generace mladých architektů se Praha stala architektonickou laboratoří, jejíž význam zdaleka přesáhl československé hranice. Praha byla vedle Brna a Zlína za první republiky centrem české a evropské funkcionalistické architektury, což dokládá i vznik „Osady Baba“ a její nezaměnitelná úloha v rámci vývoje české moderní a současné architektury.

## Vily
| Název                       | Obrázek                     | Umístění                                                                                | Architekt                 | Rok       | Poznámky |
| --------------------------- | --------------------------- | --------------------------------------------------------------------------------------- | ------------------------- | --------- | --- |
| Müllerova vila              | Müllerova vila              | Nad Hradním vodojemem 642/14 Praha, Střešovice, 50°5′33″ s. š., 14°22′42″ v. d.         | Adolf Loos                | 1928–1930 | Müllerova vila (též Loosova vila) je luxusní funkcionalistická vila v Praze - Střešovicích, postavená v ulici Nad Hradním vodojemem 14, čp. 642, v Praze 6 , která bývá chybně lokalizována na Ořechovku.Na vile jsou uplatněny nejen funkcionalistické myšlenky, ale především teorie raumplanu. Což znamená, že prostor není členěn do jednotlivých pater, ale do místností o různé výšce a velikosti podle jejího účelu. Celý prostor se přesto prolíná i v různých úrovních. Jako materiál byl zvolen železobetonový skelet. |
| Osada Baba                  | Osada Baba                  | Dejvice, Praha 6, ostroh Baba 50°6′54″ s. š., 14°23′10″ v. d.                           | seznam architektů         | 1932–1936 | Osada Baba je prvorepubliková funkcionalistická vilová kolonie na jihovýchodní části ostrohu Baba v pražských Dejvicích. Byla vystavěna jako jedna ze šesti evropských kolonií moderního bydlení, které vznikaly z iniciativy Werkbundu na konci 20. a začátku 30. let 20. století. Tyto kolonie měly propagovat moderní funkcionalistickou výstavbu, finančně dostupnou pro široké vrstvy. - seznam staveb |
| Winternitzova vila          | Winternitzova vila          | Na Cihlářce, Praha 5 – Smíchov, 50°4′3″ s. š., 14°23′19″ v. d.                          | Adolf Loos a Karel Lhota  | 1931–1932 | Třípatrový dům byl vystavěn v letech 1931–1932 pro právníka JUDr. Josefa Winternitze, jehož rodina (manželka Jenny, dcera Suzan a syn Petr) v ní bydlela do roku 1941. Způsob členění vnitřního prostoru vily (tzv. raumplan) je charakteristický pro architekta Adolfa Loose, který je autorem i proslulé Müllerovy vily. |
| Fričova vila                | Fričova vila                | Hodkovičky Na Lysinách 50°1′17″ s. š., 14°24′31″ v. d.                                  | Ladislav Žák              | 1934–1935 | Vila se nachází ve svahu nad Vltavou na adrese Na Lysinách 208/15. Nechal si ji postavit režisér Martin Frič v letech 1934–1935 na pozemku patřícím již Fričově babičce. V době, kdy zde měla vyrůst novostavba, byl částečně zastavěn jak ve své horní, tak i spodní části. Autorem návrhu je architekt Ladislav Žák, vnitřní vybavení navrhl bytový architekt Josef Hesoun. |
| Vila Antonína Zimy          | Vila Antonína Zimy          | Lumiérů 189/25, Praha 5 - Hlubočepy, 50°1′57″ s. š., 14°23′40″ v. d.                    | K. Rudl, Zdeněk Lakomý    | 1931–1940 | Vilu postavenou pro hlavního auditora u československé pobočky společnosti Schell Ing. Antonína Zimu a jeho manželku Blanku navrhl architekt K. Rudl. V letech 1939–1940 prošel dům stavební úpravou podle návrhu architekta Zdeňka Lakomého.Vila postavená na půdorysu písmene „L“ je třípodlažní. Má bílou omítku a plochou střechu. Ke vchodu do domu původně vedlo krátké kamenné schodiště, jehož zábradlí bylo plné a omítané. Vchod byl kryt rovnou betonovou stříškou a spojen s prosklenou stěnou. |
| Vila Lídy Baarové           | Vila Lídy Baarové           | Neherovská 667/8, Praha 6-Dejvice, 50°6′33″ s. š., 14°22′53″ v. d.                      | Ladislav Žák              | 1937–1938 | Vila Lídy Baarové je funkcionalistická rodinná vila na pražské Hanspaulce. Architekt Žák navrhl manželům Babkovým funkcionalistický dvougenerační čtyřpodlažní dům s dvěma samostatnými vchody a dvěma vertikálně řešenými byty. Vila má proudnicový tvar s nautickými prvky – má napodobovat zaoceánskou loď. Výšky jednotlivých pater jsou dosti nízké – od 235 do 265 cm – a navozují tak atmosféru typickou pro lodní kajuty. Střešní mansarda má připomínat kapitánský můstek. Stavba byla hotová za necelý rok. |
| Vila Barrandovská 46        | Vila Barrandovská 46        | Barrandovská 180/46, Praha 5 - Hlubočepy, 50°1′54″ s. š., 14°23′44″ v. d.               | Vladimír Grégr            | 1932      | Dům postavený v letech 1931–1932 pro investora ing. Václava M. Havla navrhl architekt Vladimír Grégr. Funkcionalistická vila propagovala komfortní bydlení podobně jako výstavní vila č. 2 v ulici Lumièrů. K prodeji byla nabízena za 560 tisíc korun, zájem byl však jen o její pronájem. Do roku 1938 zde bydlel kameraman Otto Heller, během 2.světové války Adina Mandlová, od roku 1953 divadelní a filmový herec Miloš Nedbal a po návratu z emigrace (1983) až do září 1989 režisér a scenárista Pavel Juráček. |
| Vila Josefa Auerbacha       | Vila Josefa Auerbacha       | Barrandovská 335/60, Praha 5 - Hlubočepy, 50°2′0″ s. š., 14°23′51″ v. d.                | Hermann Abeles, Leo Mayer | 1934      | Vila Josefa Auerbacha je dům, který stojí v Praze 5-Hlubočepích ve vilové čtvrti Barrandov.24. října 1932 se správní rada společnosti Elektafilm rozhodla koupit na Barrandově dvě stavební parcely, které na katastrálním úřadu nechala spojit v jednu; celkem zaplatila 278 491 korun. 25. dubna 1933 se usnesla na vzniklém pozemku vystavět vilu. V její jedné části bydlel hlavní akcionář ElektaFilmu Josef Auerbach s rodinou; nájemní smlouva byla vystavena na manželku Olgu Auerbachovou. Druhá část vily byla určena jako reprezentační místnosti pro zahraniční zájemce o české filmy. Roku 1939 se ve vile natáčela scéna filmu Kristián, ve které Adina Mandlová pozve Oldřicha Nového k sobě domů a před Jaroslavem Marvanem hrají manželský pár. |
| Vila Jaroslava Čermáka      | Vila Jaroslava Čermáka      | Velvarská 1951/3, Praha 6 - Dejvice, 50°5′58″ s. š., 14°23′7″ v. d.                     | Jaroslav Čermák           | 1938      | Vila Jaroslava Čermáka je rodinná vila v Praze 6-Dejvicích v ulici Velvarská. Třípodlažní solitérní vila stojí v přibližném středu zahrady. Její hlavní průčelí je rovnoběžné s ulicí Velvarská, do které směřuje okenní pás v přízemí. Jako základní hmota je použita krychle, z ní na severovýchodním nároží vybíhá hranol s jídelnou v přízemí. Polosuterén má fasádu vyzděnou z haklíkového kamenného zdiva, nadzemní patra mají hladké, tvrdé omítky opatřené bílým nátěrem. Tyto fasády jsou prolomeny pásovými okny. |
| Vila Václava Diviše         | Vila Václava Diviše         | Trojská 224/134, Praha 7 - Troja, 50°7′4″ s. š., 14°25′6″ v. d.                         | Adolf Benš                | 1928–1929 | Vila Václava Diviše je rodinná vila v Praze 7-Troji v ulici Trojská. Od 7. prosince 1992 je chráněna jako nemovitá kulturní památka České republiky. Třípatrová stavba čtvercového půdorysu s plochou střechou stojí v příkrém svahu nad Trojskou ulicí. Je osazena na terasovitě odstupňované podnoži se dvěma patry sklepení. Má železobetonový skelet a vnitřní železobetonové schodiště. Terasy jsou orientované do všech světových stran. |
| Vila Evžena Kaliny          | Vila Evžena Kaliny          | Filmařská 404/9, Praha 5 - Hlubočepy, 50°1′50″ s. š., 14°23′40″ v. d.                   | Vilém Lorenc, Jan Čermák  | 1938–1929 | Vila Evžena Kaliny je rodinný dům, který stojí v Praze 5-Hlubočepích ve vilové čtvrti Barrandov v ulici Filmařská. Jednoduchá hranolová stavba na čtvercovém půdorysu je třípodlažní s plochou střechou. Vchod do domu je ze západní strany a je chráněný markýzou. Z jižního průčelí vystupuje arkýř přes dvě podlaží, v obou patrech prosklený. Balkon v prvním nadzemním podlaží ve východním průčelí má vnější přístupové schodiště. |
| Vila Bäck                   | Vila Bäck                   | Pod Habrovou 184/15, Praha 5 - Hlubočepy, Česko 50°2′6″ s. š., 14°23′48″ v. d.          | Rudolf Bettelheim         | 1932–1933 | Vila Bäck byla postavena v letech 1932–1933 pro manžele Bäckovy podle plánu architekta Rudolfa Bettelheima. Stavba s plochou střechou je asymetrická, má různě odstupňované a půdorysně zalamované pravoúhlé zdi se zdrsněnou omítkou na fasádě, původně proškrabovanou. V uličním průčelí je dominantní schodištní rizalit s vertikálním oknem. Vchod pod tímto rizalitem je chráněný železobetonovou markýzou. Z levé boční fasády vystupuje komínové těleso vyzděné z cihel. |
| Vila Vladimíra Čelakovského | Vila Vladimíra Čelakovského | Barrandovská 327/28, Skalní 327/10, Praha 5 - Hlubočepy, 50°2′2″ s. š., 14°23′57″ v. d. | Vladimír Grégr            | 1932–1933 | Vila Vladimíra Čelakovského je rodinný dům, který stojí v Praze 5-Hlubočepích ve vilové čtvrti Barrandov ve svahu mezi ulicemi Barrandovská a Skalní. Vilu navrhl a postavil v letech 1932-1933 architekt Vladimír Grégr pro JUDr. Vladimíra Čelakovského. |

## Veřejné budovy
| Název                                 | Obrázek                               | Umístění                                                                                               | Architekt                                           | Rok       | Poznámky |
| ------------------------------------- | ------------------------------------- | --- | --------------------------------------------------- | --------- | --- |
| Veletržní palác                       | Veletržní palác                       | Dukelských hrdinů 530/47 Praha 7, Holešovice 170 00 Praha 7, Holešovice 50°6′4″ s. š., 14°25′57″ v. d. | Josef Fuchs a Oldřich Tyl                           | 1925–1928 | Veletržní palác je budova v pražských Holešovicích, jedna z prvních a největších funkcionalistických staveb Prahy. Byla určená pro konání veletrhů, později byla sídlem podniků zahraničního obchodu. |
| Baťův palác                           | Baťův palác                           | Václavské náměstí 774/6Praha 1, Nové Město50°5′2″ s. š., 14°25′25″ v. d.                               | Ludvík Kysela, František Lydie Gahura a Josef Gočár | 1928–1929 | Baťův palác, či Baťův dům obuvi, zvaný též „skleněný“, kdysi „Dům služby“, je funkcionalistická obchodní budova na Václavském náměstí. Desetiposchoďová stavba slavnostně byla otevřena 4. prosince 1929. V budově jsou 3 osobní výtahy, jeden moderní rychlostní (první v Československu) a 4 nákladní výtahy v zadní části domu. V období první republiky měl Baťův Dům služby též oddělení pedikúry, správkárnu bot, dětský koutek, bufet i oddělení čistění bot.„Americká etáž“ sloužila náročným zákaznicím a konaly se v ní i módní přehlídky. |
| Budova Spolku výtvarných umělců Mánes | Budova Spolku výtvarných umělců Mánes | Masarykovo nábřeží 250/1, Nové Město, Praha 1, 50°4′39″ s. š., 14°24′50″ v. d.                         | Otakar Novotný                                      | 1928–1930 | Budova Spolku výtvarných umělců Mánes (SVU Mánes) architekta Otakara Novotného je funkcionalistický komplex staveb, zbudovaný na místě bývalých Šítkovských mlýnů v letech 1928 – 1930. Budova spojuje Masarykovo nábřeží na pravém břehu řeky Vltavy s jižním cípem Slovanského ostrova. |
| Palác U Stýblů                        | Palác U Stýblů                        | Václavské náměstí 785/28 Praha 1, Nové Město 50°4′57″ s. š., 14°25′31″ v. d.                           | Ludvík Kysela a Jan Jarolím                         | 1928–1929 | Palác U Stýblů, zvaný též palác Alfa, se nachází v Praze na Václavském náměstí. Jedná se o jeden z nejrozsáhlejších paláců na Václavském náměstí – sedmipatrovou funkcionalistickou budovu, která je chráněná jako kulturní památka. |
| Palác ARA                             | Palác ARA                             | 28. října 371/1, Praha 1, Staré Město, 50°5′0″ s. š., 14°25′18″ v. d.                                  | Milan Babuška                                       | 1930–1931 | Palác má po vzoru funkcionalismu jednoduchou skleněnou fasádu bez velkých zdobných prvků. Unikátem jsou její velkoplošná ohýbaná skla na nároží. Vertikálnost a podobnost s dobovými americkými mrakodrapy může evokovat art deco. Díky silnému výrazu se dá palác Ara považovat i za expresionistický. V detailu průčelí je patrný vliv obchodních paláců v Londýně nebo v USA z 30. let. 20. století. |
| Palác Merkur                          | Palác Merkur                          | Revoluční 767/25, Praha 1, Staré Město 50°5′32″ s. š., 14°25′37″ v. d.                                 | Jaroslav Fragner                                    | 1934–1936 | Palác Merkur je funkcionalistická budova na Revoluční třídě, Starém Městě, Praha 1, na jižním předmostí Štefánikova mostu.Budova slouží administrativě. Dvoupodlažní kavárna, která se nacházela v přízemí a prvním patře, prošla několika změnami – v 60. letech 20. století sloužila jako odbavovací centrum Československých aerolinií. Od 4. října 1967 až do 70. let zde fungoval populární studentský klub "Vltava" |
| Dům Radost                            | Dům Radost                            | náměstí Winstona Churchilla 1800/2Praha 3, Žižkov 50°5′4″ s. š., 14°26′33″ v. d.                       | Karel Honzík a Josef Havlíček                       | 1932–1934 | Dům Radost (od roku 2019), dříve nazývaný Dům odborových svazů a původně palác Všeobecného penzijního ústavu, je významná funkcionalistická stavba, která se nalézá v Praze na Žižkově v městské částí Praha 3. |
| Budova Elektrických podniků           | Budova Elektrických podniků           | Bubenská 1477/1, Praha 7, Holešovice, 50°5′55″ s. š., 14°26′11″ v. d.                                  | Adolf Benš a Josef Kříž                             | 1927–1935 | Budova Elektrických podniků hl. města Prahy, později známá též jako budova Dopravních podniků, se nachází na holešovickém předmostí Hlávkova mostu na začátku Bubenské ulice. Tato funkcionalistická stavba s železobetonovou konstrukcí a krémově bílým obkladem je chráněna jako kulturní památka České republiky. |
| Štěpánská pasáž                       | Ferdinand Baumann house               | Štěpánská (36), Ve Smečkách (27), Praha 1 50°4′47″ s. š., 14°25′34″ v. d.                              | Eugen Rosenberg                                     | 1937      | Štěpánská pasáž je jednou z nejpozoruhodnějších pražských pasáží. I když trochu neznámá, svým moderním pojetím si dobyla srdce mnohých Pražanů a už přes 80 let nabízí průchod mezi ulicemi Ve Smečkách a Štěpánská. Pasáž, které se dříve přezdívalo Merkur, je součástí komplexu nájemních domů. Za ně vděčíme stavebnímu podnikateli Ferdinandu Baumannovi. Ten se ve třicátých letech 20. století rozhodl o spojení dvou protilehlých parcel v katastru Nového Města s plánem vystavět zde činžáky pro vyšší třídu. |
| Barrandovské terasy                   | Barrandovské terasy                   | Barrandov, Hlubočepy, 50°2′15″ s. š., 14°24′9″ v. d.                                                   | Max Urban                                           | 1929      | Barrandovské terasy je komplex budov, zahrad a parků s plaveckým bazénem ve čtvrti Barrandov, v městské části Praha 5. Od roku 1988 je areál kulturní památkou a od roku 1993 městskou památkovou zónou. Areálu dominuje funkcionalistická vyhlídková restaurace Terasy Barrandov od architekta Maxe Urbana. Jsou součástí urbanistického projektu Václava M. Havla na zahradní čtvrť na svahu kopce Habrová. |
| Budova Českého rozhlasu               | Budova Českého rozhlasu               | Vinohrady, Praha 2, 50°4′43″ s. š., 14°26′4″ v. d.                                                     | Bohumil Sláma                                       | 1933      | Budova byla původně postavena pro Ředitelství pošt a telegrafů a pro Československý rozhlas. Ten tu svou činnost zahájil 10. prosince 1933, tedy deset let po svém vzniku. Jako celek pak přešla budova do majetku Československého rozhlasu kolem roku 1935. Rohovou funkcionalistickou budovu z 30. let navrhl Bohumil Sláma, s kterým měla poštovní správa dobré zkušenosti. Konstrukční systém budovy je ocelový skelet s cihlami obezděnými pilíři. Stropy jsou neseny ocelovými nosníky, na kterých jsou žebrové železobetonové desky a keramické tvarovky. Obvodové stěny i příčky jsou zděné. Nosnou konstrukci budovy tvořila ocelová konstrukce, kterou vyrobili ve Vítkovických železárnách, vážila 1160 tun a její stavba trvala tři a půl měsíce. |
| Palác Skaut                           | Palác Skaut                           | Vodičkova č.p. 674/6, Praha 2, 50°4′43″ s. š., 14°25′20″ v. d.                                         | Bohumil Sláma                                       | 1927–1929 | Funkcionalistická novostavba vznikala v místě zbořeného barokního domu v letech 1927-29 podle návrhu Bohumila Slámy. Obchodní a nájemní dům s kinem a restaurací zachoval na levé straně původní barokní portál od J. Brokoffa a též plastiku lva, umístěnou v pasáži domu. |
| Dům uměleckého průmyslu               | Dům uměleckého průmyslu               | Národní 38, Nové Město, Praha 1, 50°4′57″ s. š., 14°25′16″ v. d.                                       | Oldřich Starý a František Zelenka                   | 1936      | Dům uměleckého průmyslu byl postaven v roce 1936, za jeho návrhem stojí architekt Oldřich Starý. Mezi lety 1936 až 1990 zde sídlila obchodní firma Krásná jizba, která byla centrem moderního designu a prodejnou užitného umění. DUP sloužil zároveň jako sídlo českého nakladatelství Družstevní práce či Odeon. Fungovala zde také pasáž do Charvátovy ulice s různými službami, i podzemní sály s výstavami a kinem. |
| Nájemní a obchodní dům č. p. 387      | Milady Horákové 56                    | Milady Horákové (56), Praha 7 50°5′57″ s. š., 14°25′3″ v. d.                                           | Eugen Rosenberg                                     | 1937      | Dům s obchody na třídě Milady Horákové 56 zase upoutá sklobetonovou markýzou nad parterem. V něm se dodnes zachovala Erhartova cukrárna s řadou podmanivých detailů, jako jsou prodejní pulty, mobiliář nebo vitríny na výstavu cukrářských výrobků. Nedávno bylo obnoveno i logo adodnes to tu dýchá prvorepublikovou atmosférou. |

## Obytné budovy
| Název                                                                   | Obrázek                                                                 | Umístění                                                                                 | Architekt                            | Rok       | Poznámky |
| ----------------------------------------------------------------------- | ----------------------------------------------------------------------- | ---------------------------------------------------------------------------------------- | ------------------------------------ | --------- | --- |
| Skleněný palác                                                          | Skleněný palác                                                          | náměstí Svobody 728/1 Praha 6, Bubeneč 50°6′4″ s. š., 14°23′57″ v. d.                    | Richard Ferdinand Podzemný           | 1936–1937 | Skleněný palác, lidově Skleňák je údajně jedna z nejkvalitnějších předválečných bytových staveb v Praze. Nachází se v Praze 6-Bubenči, náměstí Svobody č. 728/1. Byl postaven v letech 1936–1937 podle návrhu architekta Richarda Podzemného jako nájemní dům pro Zemskou banku na základě předchozí užší architektonické soutěže. Tvoří čelo trojúhelníkovitého náměstí Svobody, dříve Dürichovo náměstí. |
| Molochov                                                                | Molochov                                                                | Milady Horákové 862/72, Bubeneč, Praha 7, 50°5′58″ s. š., 14°25′8″ v. d.                 | Josef Havlíček, Otto Kohn, Karl Kohn | 1936–1938 | Molochov je lidový název pro funkcionalistický blok třinácti luxusních nájemních domů na pražské Letné s výhledem na Pražský hrad a Letenskou pláň. Jméno „Molochov“ se objevuje již v době stavby v roce 1937, původ názvu pravděpodobně vychází z pejorativního označení této mohutné budovy (od slova moloch) stavebními dělníky. |
| Činžovní domy Pensijního fondu zaměstnanců Národní banky Československé | Činžovní domy Pensijního fondu zaměstnanců Národní banky Československé | Holešovice, Heřmanova, Františka Křížka a Milady Horákové 50°6′0″ s. š., 14°25′48″ v. d. | Josef Šolc a Jaroslav Stockar        | 1938–1940 | Funkcionalistické činžovní domy Pensijního fondu zaměstnanců Národní banky Československé byly vybudovány v letech 1938 až 1940 na zakázku Pensijního fondu zaměstnanců Národní banky Československé a nacházejí se v ulicích Heřmanova, Milady Horákové a Františka Křížka v Praze 7. |
| Ženské domovy                                                           | Ženské domovy                                                           | Ostrovského 253/3, Smíchov, Praha 5, 50°4′7″ s. š., 14°24′10″ v. d.                      | Josef Hlaváček                       | 1933      | Sedmipodlažní budova ve tvaru písmene H byla postavena v roce 1933 ve funkcionalistickém stylu podle návrhu architekta Josefa Hlaváčka na místě někdejší smíchovské plynárny. Stavba vznikla z podnětu „Kuratoria pro zlepšení bytových poměrů mladých žen“ pod záštitou Alice Masarykové, která budovu v roce 1933 slavnostně otevřela. Ženské domovy měly sloužit jako příklad řešení bytové situace mladých, svobodných, zaměstnaných žen, a to především těch mimopražských. V budově se železobetonovým skeletem bylo celkem 900 místností, kromě pokojů také tři velké sály: divadlo, tělocvična a promítací sál s restaurací. Dle původních stanov se byty poskytovaly ženám jen na dva roky. |
| Nájemní domy, Praha 7, Vinařská 3, 6 a 7                                | Nájemní domy                                                            | Vinařská 1174/6, Praha 7 - Holešovice 50°4′43″ s. š., 14°26′4″ v. d.                     | Jan Gillar                           | 1936–1937 | V druhé polovině 30. let byly postaveny také domy s č.p. 3, 6 a 7 ve Vinařské ulici. Architektem těchto funkcionalistických staveb je Jan Gillar, žák Josefa Gočára a člen uměleckého svazu Devětsil. |
| Nájemní dům J. Hanáka, č. p. 756                                        | Letohradská 52                                                          | Letohradská 52 Praha 7 - Holešovice                                                      | Eugen Rosenberg                      | 1935–1937 | Dům v Letohradské ulici 52 má hezký detail zábradlí lodžií z perforovaného plechu. V nejvyšším podlaží se rozprostíral byt rodiny stavebníka, pana Bohuslava Hanáka. V plánech se původně počítalo s kancelářemi a ateliéry, nakonec se ale pan Hanák rozhodl pro byt. Snad proto, že si dům už v plánech natolik oblíbil. Střešní byt v Letohradské ulici je pro Rosenbergovu tvorbu výjimečný. |

## Školy
| Název                                                             | Obrázek                                  | Umístění                                                                           | Architekt       | Rok       | Poznámky |
| ----------------------------------------------------------------- | ---------------------------------------- | ---------------------------------------------------------------------------------- | --------------- | --------- | --- |
| Francouzské reálné gymnázium v Dejvicích                          | Francouzské reálné gymnázium v Dejvicích | Bílá 1, Praha 6 - Dejvice 50°6′19″ s. š., 14°23′14″ v. d.                          | Jan Gillar      | 1931–1934 | Francouzské reálné gymnázium v Dejvicích (Lycée français de Prague, Gymnase réal) je zrušená střední škola v Praze v ulici Bílá. Budovu gymnázium užívalo společně se základní školou, která zde zůstala. Dnes se budova označuje Základní škola a mateřská škola Bílá. Vedle reálného gymnázia obsahoval areál také obecnou školu, mateřskou školu, pavilon s tělocvičnou a divadlem, bazén, kuchyň a jídelnu, plánovaná budova internátu postavena nebyla. Skleněná stěna mateřské školy, která se dala v létě otevřít, terasy pro letní výuku základní školy, plochy zeleně ve svahu a hřiště společné všem školám – to vše jako hlavní zásada projektu drželo v areálu co nejvíce světla. |
| Benešovo státní reálné gymnázium                                  | Benešovo státní reálné gymnázium         | Evropská 330/33, Praha 6 - Dejvice 50°6′0″ s. š., 14°23′13″ v. d.                  | Evžen Linhart   | 1936–1938 | Benešovo státní reálné gymnázium (Státní československé reformní reálné gymnasium v Praze XIX) je zrušená střední škola v Praze, která sídlila v památkově chráněné budově na rohu ulic Evropská a Gymnasijní. Ta je od roku 1993 školní budovou pro Vyšší odbornou školu pedagogickou a sociální a Gymnázium se zaměřením na hudební a výtvarnou estetickou výchovu. |
| Budova současné VOŠZ a SZŠ, Praha 4                               | Budova současné VOŠZ a SZŠ               | 5. května 200, Nusle, 140 00 Praha 4 50°3′35″ s. š., 14°25′57″ v. d.               | Ladislav Tříška | 1936–1938 | Budova současné VOŠZ a SZŠ byla postavena Spolkem pro vydržování středních škol v ČSR v Praze. Jde o železobetonovou funkcionalistickou budovu, architektem byl Ing. Ladislav Tříška, kolaudace proběhla 21. 12. 1938, opravné práce byly dokončeny až v květnu 1939, tzn. za protektorátu. Některé truhlářské práce byly zadány Jedličkovu ústavu (vnitřní skříně a vchodové dveře). V budově A byla obecná škola a gymnázium, proto byl název postranní ulice U Sovětské školy, v budově B byl internát. Stavba byla řízena tehdejším Ministerstvem veřejných prací ČSR. Náklady činily 496 846 Kčs.                                                                                        |
| Gymnázium Jana Keplera - budova Parléřova                         | Gymnázium Jana Keplera                   | Parléřova 118/2, Praha, 169 00 50°5′17″ s. š., 14°23′13″ v. d.                     | Václav Suka     | 1931      | Půdorys školy má tvar nepravidelného „T“ se dvěma otevřenými dvory a dvěma asymetrickými dvoutraktovými křídly. Na severní straně je přímo navázána na křídlo tehdejší chlapecké školy čp. 224. Budova má dvě patra s částečným třetím patrem nad schodištěm a vestibulem. Dispozičně je školní budova řešena podobně jako u školy Hládkov chodbovým systémem. V křídle navazujícím na budovu Hládkov jsou třídy umístěné na shodné straně, v kolmém jižním křídle na jižní straně. V místě křížení dvou křídel se otevírá prostorný vestibul s výrazným dvouramenným schodištěm s podestou zakončenou obloukem s přímým osvětlením proskleného oblouku.                                      |
| Střední škola designu a umění, knižní kultury a ekonomiky Náhorní |                                          | U Měšťanských škol 525/1, Kobylisy, 180 00 Praha 8 50°7′28″ s. š., 14°27′33″ v. d. |                 | 1930      | Základní kámen budovy byl položen v roce 1930, v roce 2011 byla rekonstruována. V budově se vystřídala „měšťanka“, základní škola, gymnázium až po současnou umělecky zaměřenou střední školu (2022). Budova školy a její okolí byla využita pro natáčení filmu Škola základ života. V roce 1953 ji navštěvoval Karel Gott. |

## Kostely
| Název                                    | Obrázek                                  | Umístění                                                                                | Architekt                      | Rok       | Poznámky |
| ---------------------------------------- | ---------------------------------------- | --------------------------------------------------------------------------------------- | ------------------------------ | --------- | --- |
| Kostel svatého Jana Nepomuckého (Košíře) | Kostel svatého Jana Nepomuckého (Košíře) | Nepomucká 658/13, 150 00 Praha 5-Košíře 50°4′8″ s. š., 14°21′58″ v. d.                  | Jaroslav Čermák                | 1942      | Kostel svatého Jana Nepomuckého byl postaven ve funkcionalistických tvarech s klasicizujícími prvky v roce 1942 dle projektu Jaroslava Čermáka a nachází se v ulici Nepomucká v Praze Košířích. Architektonický návrh obsahoval veškeré vnitřní vybavení a výzdobu včetně oltáře, lavic a doplňků ke mši. Kostelu dominuje 55 metrů vysoká věž na skalnatém podloží.                                                                                   |
| Kostel svatého Václava (Vršovice)        | Kostel svatého Václava                   | náměstí Svatopluka Čecha v Praze-Vršovice 50°4′9″ s. š., 14°27′33″ v. d.                | Josef Gočár                    | 1929–1930 | Kostel svatého Václava je římskokatolický farní kostel postavený v letech 1929–1930 ve slohu konstruktivismu. Trojlodní železobetonový kostel byl postaven podle projektu architekta Josefa Gočára. Stavba se nachází na náměstí Svatopluka Čecha v Praze-Vršovicích. Odborníky je považován za jednu z nejzdařilejších funkcionalistických církevních staveb v Česku.                                                                                 |
| Evangelický kostel (Nusle)               | Evangelický kostel (Nusle)               | ulice Žateckých 1169/11 v Nuslích, městské části Praha 4 50°3′40″ s. š., 14°26′5″ v. d. | Bohumír Kozák a Ladislav Kozák | 1934      | Evangelický kostel v Nuslích je nárožní funkcionalistická budova sboru Českobratrské církve evangelické z roku 1934. Nachází na malém náměstí v ulici Žateckých 1169/11 v Nuslích, městské části Praha 4. V budově sídlí nuselský Farní sbor Českobratrské církve evangelické. |
| Husův sbor (Smíchov)                     | Husův sbor (Smíchov)                     | ulici Na Václavce č.p. 117/1, Smíchov 50°3′56″ s. š., 14°23′55″ v. d.                   | E. Sobotka a Stanislav Vachata | 1935      | Kostel Československé církve husitské (Husův sbor dr. Karla Farského) na Smíchově je funkcionalistická stavba z roku 1935. Jeho adresa je v ulici Na Václavce č.p. 117/1, nicméně zároveň tvoří dominantu horního konce ulice U Santošky. Stavbu podle plánu architektů E. Sobotky a Stanislava Vachaty z roku 1933 provedla karlínská stavební firma Václav Nekvasil v roce 1935. Stavba trvala 10 měsíců a základním stavebním materiálem byl beton. |

## Technické stavby
| Název                                             | Obrázek                                           | Umístění                                                                         | Architekt                     | Rok       | Poznámky |
| ------------------------------------------------- | ------------------------------------------------- | -------------------------------------------------------------------------------- | ----------------------------- | --------- | --- |
| Nákladové nádraží Praha-Žižkov                    | Nákladové nádraží Praha-Žižkov                    | Jana Želivského (Praha) 50°5′7″ s. š., 14°28′34″ v. d.                           | Vladimír Weiss a Karel Caivas | 1936      | Nákladové nádraží Praha-Žižkov je bývalé hlavové nákladové nádraží na pražském Žižkově. Jde o největší dochovanou funkcionalistickou průmyslovou stavbu v Praze. Provozní budova (na parcele č. 4481/1) se železobetonovým skeletem má dvě čtyřtraktová křídla se dvěma patry a dvěma suterény. Podél přízemí vedou zastřešené rampy – z vnitřní strany vagónové a z vnější automobilové. Křídla jsou složena z modulů o sedmi polích, spojených půlpoli s prosklenými fasádami. Severní křídlo, určené pro dopravu z Prahy, má těchto modulů šest, jižní křídlo jich má osm a dosahuje tak délky přes 350 metrů. Rampy a prostory byly rozděleny na ty, v nichž se zbožím manipulovaly státní dráhy, a na ty, které byly pronajaty soukromým dopravcům. Obě křídla jsou propojena jak v suterénu, tak ocelovými můstky nad kolejištěm. Šestipatrová správní budova je orientovaná kolmo na provozní křídla a souběžná s ulicí Jana Želivského, předsazená fasáda je pokrytá kabřincovým obkladem. Na pravé i levé straně od budovy jsou symetricky umístěné vrátnice z ulice za pravou vrátnicí je samostatný objekt vodárny. |
| Filmové ateliéry - hlavní budova filmového studia | Filmové ateliéry - hlavní budova filmového studia | Kříženeckého náměstí 322/5, Praha, 152 00, Česko 50°1′48″ s. š., 14°23′21″ v. d. | Max Urban                     | 1931–1933 | Hlavní budova filmových ateliérů vznikla v letech 1931-1933 podle návrhu Maxe Urbana. Představuje kvalitní funkcionalistickou architekturu, jež je důmyslně zasazena do prostředí vilové čtvrti. Objekty hlavní budovy s původní provozní součástí tzv. měnírny na pozemcích parc. č. 883/5 a 883/8. Pův. objekty A.Barr. jsou určujícím a dominujícím prvkem, přesahujícím standard výstavby 30. let 20. století, který současně symbolizuje celou lokalitu. Ústřední budova je zakončením a pohledovým vyvrcholením hlavní osy vilové čtvrti. Barrandovské ateliéry představují kvalitní funkcionalistickou architekturu důmyslně začleněnou do urbanistické koncepce. |
| Edisonova transformační stanice                   | Edisonovy transformační stanice                   | Jeruzalémská 1321/2, Nové Město, Praha,                                          | F. A. Libra                   | 1926      | Edisonova transformační stanice v Jeruzalémské ulici, navržená architektem F. A. Librou v roce 1926, patří k prvním větším realizacím funkcionalistické architektury v centru Prahy. Stavba sloužila původní funkci do 90. let, kdy se rozhodlo o přesunutí technologie trafostanice do suterénu za účelem uvolnění a rekonstrukce nadzemních podlaží pro komerční účely. V roce 1930 byla fasáda trafostanice doplněna o umělecké dílo sochaře Zdeňka Pešánka. Tento představitel avantgardy byl jeden z prvních tvůrců kinetické plastiky u nás. |

## Architekti
| Architekt                  |
| -------------------------- |
| F. A. Libra                |
| Vladimír Weiss             |
| Karel Caivas               |
| Max Urban                  |
| Jaroslav Čermák            |
| E. Sobotka                 |
| Bohumír Kozák              |
| Ladislav Kozák             |
| Stanislav Vachata          |
| Jan Gillar                 |
| Evžen Linhart              |
| Ladislav Tříška            |
| Václav Suka                |
| Richard Ferdinand Podzemný |
| Josef Havlíček             |
| Otto Kohn                  |
| Karl Kohn                  |
| Josef Šolc                 |
| Jaroslav Stockar           |
| Josef Hlaváček             |
| Josef Fuchs                |
| Oldřich Tyl                |
| Ludvík Kysela              |
| Josef Gočár                |
| František Lydie Gahura     |
| Otakar Novotný             |
| Milan Babuška              |
| Jaroslav Fragner           |
| Karel Honzík               |
| Josef Kříž                 |
| Bohumil Sláma              |
| Oldřich Starý              |
| František Zelenka          |
| Eugen Rosenberg            |
| Adolf Loos                 |
| Karel Lhota                |
| Ladislav Žák               |
| K. Rudl                    |
| Zdeněk Lakomý              |
| Adolf Benš                 |
| Ladislav Žák               |
| Hermann Abeles             |
| Leo Mayer                  |
| Vladimír Grégr             |
| Jaroslav Čermák            |
| Vilém Lorenc               |
| Jan Čermák                 |
| Rudolf Bettelheim          |
| Vladimír Grégr             |